# سمفونی شماره ۳ (بتهوون)
سمفونی شمارهٔ ۳ از لودویگ فان بتهوون در می بمل ماژور، اُپوس ۵۵، سومین سمفونی از ۹ سمفونیِ اوست. این اثر به‌طور عمده در ۱۸۰۴–۱۸۰۳ تصنیف شده، در سُنتِ سمفونیک کلاسیک پایه‌گذاری گردیده و در عین حال مرزهای فرم، مدت‌زمان، هارمونی و درک محتوای عاطفی و احتمالاً فرهنگی را درنوردیده است. این سمفونی با نام اِروئیکا، (که معادلِ ایتالیاییِ واژهٔ «حماسه» یا «حماسی» است ــ به‌نام سمفونی حماسه، سمفونی حماسی و سمفونی قهرمانی نیز شناخته می‌شود)، در دورهٔ میانی زندگی وی خلق شده است؛ از این رو به‌طور گسترده‌ای یک گذرگاه مهم در گذار از دوره کلاسیک به دوره رمانتیک قلمداد شده است. اولین اجرای عمومی در ۷ آوریل ۱۸۰۵، در «تئاتر ان‌ دِ وین»، انجام شد و با نظرات متفاوتی روبرو شد؛ گروهی سمفونی را یک «شاهکار» می‌دانستند و گروهی دیگر «ارزش هنری این اثر را انکار کردند». با گذشت زمان، اکثر مفسران موسیقی این سمفونی را نقطهٔ عطفی در آهنگسازی سبک کلاسیک دانستند، چرا که به گفتۀ آنان به تنهایی موسیقی را با  صدایی بلند، «برابر با عالی‌ترین ارزش‌های انسانِ غربی به عصر جدیدی وارد می‌کند». سال ۲۰۱۶، در یک نظرسنجی از ۱۵۱ رهبر ارکستر و موسیقیدان سرشناسِ جهانی، اِروئیکا به‌عنوان «عالی‌ترین سمفونی درهمهٔ زمان‌ها»، شناخته شد.
ساختار سمفونی دارای چهار موومان است که از نظر فرم، بزرگتر و از نظر تکنیک آهنگسازی پیچیده‌تر از آنچه در قبل وجود داشت، ساخته شده است. موومان اول با تمپوی آلگرو در می بمل ماژور و فرم سونات است؛ موومان اول در شروع، با دو آکورد قوی و در ادامه تم اول شنیده می‌شود و پس از تکرار توسط ارکستر، تم دوم به گوش می‌رسد؛ این قسمت «تداعی زندگی و سرگذشت یک قهرمان است». موومان دوم با تمپوی آداجیو در دو مینور یک مارشِ عزا به صورت ترجیع‌بند (روندو) است و تم آن، توصیفِ مرگ و «ستایش از شجاعت و دلیری یک قهرمان» است. موومان سوم با تمپوی آلگرو در می بمل ماژور، یک اسکرتسوی شاد و تند است که در پیِ مارش عزا می‌آید؛ علت تضاد بین «مارش عزای موومان دوم» و «شادمانیِ موومان سوم» را بعضی از مفسرین موسیقی این‌طور بیان می‌کنند که بتهوون می‌خواسته این ایده را بیان کند که «مرگ برای قهرمان وجود نداشته و جاودان است». موومان چهارم با تمپوی آلگرو در می بمل ماژور است؛ فرم موومان دارای ده واریاسیون روی یک تم است؛ این قسمت «تند و فاتحانه، در وصف پیروزی‌ها و دلاوری‌های قهرمان» است و در ادامه، موسیقی «پیروزمندانه و با شکوه» به پایان می‌رسد. 
بتهوون در ابتدا این سمفونی را به ناپلئون بناپارت تقدیم کرد، اما بلافاصله پس از تاجگذاری بناپارت و همچنین فتح اتریش توسط او، تقدیم‌نامه را پاره کرد؛ وی سپس آن را به شاهزاده «جوزف فرانتس ماکسیمیلیان لوبکوویتس» اهدا کرد. نسخهٔ اصلی و دست‌نویس از بین رفته است؛ یک رونوشت از پارتیتور، یادداشت‌ها و سخنان بتهوون از جمله تقدیم‌نامه به ناپلئون روی جلدِ صفحه، در کتابخانهٔ «انجمن دوستداران موسیقی» در وین قرار دارد. در قرن بیستم و بیست و یکم ده‌ها اجرا از «سمفونی شماره ۳» توسط رهبران سرشناسی مانند ویلهلم فورت‌ونگلر، هربرت فون کارایان، لئونارد برنستاین، کلودیو آبادو، زوبین مهتا و بسیاری دیگر ضبط شد. همچنین از قرن نوزدهم، موومان دوم تبدیل به یک مارش تشییع جنازه شد و در مراسم خاکسپاری بسیاری از سران سیاسی و چهره‌های هنری مانند: فلیکس مندلسون، فرانکلین دلانو روزولت، جان اف. کندی، آرتورو توسکانینی و دیگران اجرا شده است. تاثیر سمفونی سوم بتهوون از قرن نوزدهم تا زمان حال و همچنین ضبط و اجرای دائمی این اثر در سالن‌های کنسرت، از وی «شخصیتی منحصر به فرد» ساخته است و بدین ترتیب طرفداران وی از او چهره‌ای «افسانه‌ای» و «قهرمانی رومانتیک» ساختند که «همه باید از او تقلید کنند».

## تاریخچه

### آهنگسازی

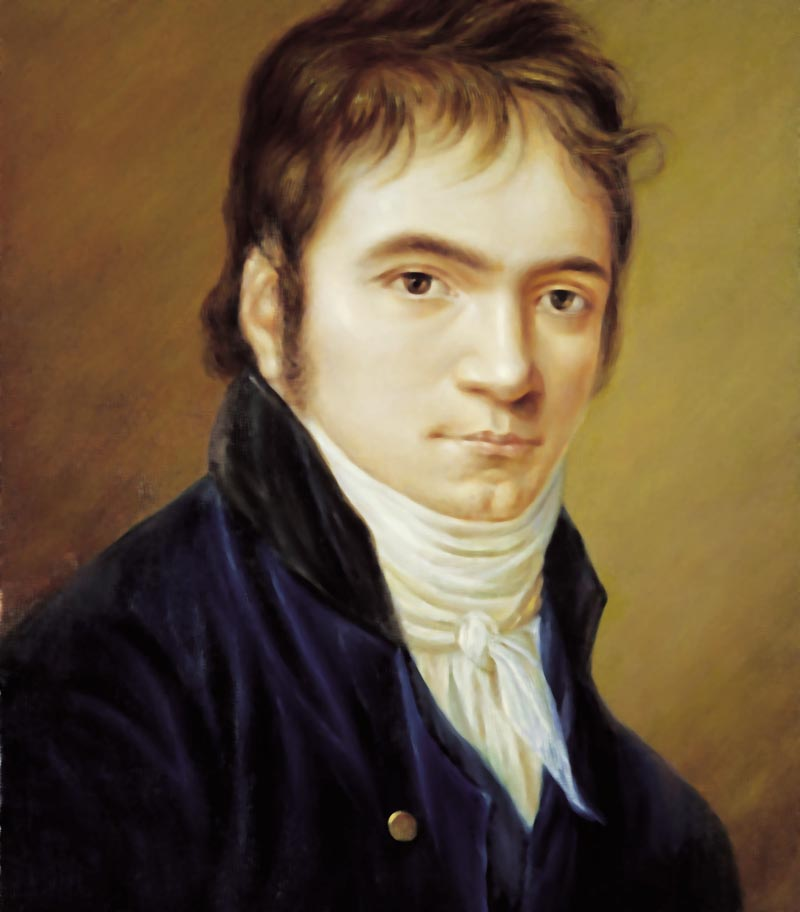
بتهوون (۱۸۰۳)، هنگامی که سمفونی را می‌نوشت

بتهوون قسمتی از این اثر را در مدت اقامتش در روستای هایلیگِنْ‌شْتات در نزدیکیِ شهر وین تصنیف کرد؛ او از آوریل تا اکتبر ۱۸۰۲ در آن روستا اقامت داشت. از این دوره به‌عنوان «دوران پیشرفت کم‌شنوایی و افسردگیِ بتهوون» یاد می‌شود. او، در «وصیت‌نامه‌ای» که خطاب به برادرانش نوشت، تلویحاً به کاهش قدرت شنوایی‌اش و همچنین احتمالِ پایان‌دادن به زندگی‌ خود اشاره کرده است. البته بتهوون خودکشی نکرد و تقریباً ۲۵ سالِ دیگر زیست. تصنیفِ سمفونی سوم بلافاصله پس از سمفونی دوم و در اوت ۱۸۰۴ به پایان رسید. این اثر در ۷ آوریل ۱۸۰۵ برای نخستین بار، در شهر وین، اجرا شد.
فرم سمفونی در سنت سمفونیک کلاسیک پایه‌گذاری گردیده و در عین حال مرزهای فرم، مدت زمان، هارمونی و درک محتوای عاطفی و احتمالاً فرهنگی را درنوردیده است. از این رو به‌طور گسترده‌ای یک گذرگاه مهم در گذار از دوره کلاسیک به دوره رمانتیک قلمداد شده است. این سمفونی با نام اروئیکا، که معادلِ ایتالیاییِ واژهٔ «حماسه» یا «حماسی» است ــ به‌نام سمفونی حماسه، سمفونی حماسی، و سمفونی قهرمانی نیز شناخته می‌شود. سمفونی در چهار موومان ساخته شده است و یکی از مشهورترین آثار آهنگساز است که در دورهٔ میانی زندگی وی خلق شده است.

#### ریشه‌های تم
شواهد قابل توجهی وجود دارد که نشان می‌دهد سمفونی اِروئیکا، برخلاف سمفونی‌های دیگر بتهوون، از قبل ساخته شده است. تمِ مورد استفاده در موومان چهارم، از جمله خط باس، از هفتمین اثر بتهوون «۱۲ قطعه کنترادانسِس برای ارکستر» (وو ۱۴)، و همچنین از فینال بالهٔ آفریدگان پرومتئوس (اپوس. ۴۳)، سرچشمه گرفته است. هر دو مورد در زمستان ۱۸۰۱–۱۸۰۰، ساخته شده‌اند. سال بعد بتهوون از همان تم به‌عنوان پایه‌ای برای قطعهٔ «فوگ و واریاسیون برای پیانو» در «می بمل ماژور» (اپوس. ۴۳)، بهره برد. اکنون به دلیل استفادهٔ مجدد از تم در سمفونی، به‌عنوانِ «واریاسیون‌های اِروئیکا» نیز شناخته می‌شود. این تنها تمی است که بتهوون برای بسیاری از کارهای جداگانه در طولِ عمر خود مورد استفاده قرار داده است و هر بار، در همان گام «می بمل ماژور» است.
در کتاب اصلی طراحی بتهوون برای سمفونی در سال ۱۸۰۲، حاوی یک طرح از موومانی دو صفحه‌ای در «می بمل ماژور» است که به‌طور مستقیم از طرح‌های «واریاسیون‌ها» (اپوس. ۳۵)، برای سمفونی سوم پیروی می‌کند؛  در حالی که در طراحی، هیچ نشانی از موومان فینال نیست. «لوئیس لاک وود» (موسیقی‌دان و بتهوون‌شناس آمریکایی) استدلال می‌کند که «شکی نیست که بتهوون از ابتدا قصد داشته است» برای استفاده از همان تم (و تم باس) که تازه در «اپوس ۳۵» ساخته بود، استفاده کند؛ بنا بر این استدلال، تصویر اولیهٔ بتهوون برای سه موومان اول، از «اپوس. ۳۵» ریشه گرفته است.
از سوی دیگر گفته می‌شود که موومان اولِ سمفونی، با اورتور اپرای کمیکِ «باستین و باستین» (۱۷۶۸)، ساختهٔ ولفگانگ آمادئوس موتسارت ۱۲ ساله، شباهت دارد. بعید بود که بتهوون از این اثرِ منتشر‌نشده خبر داشته باشد؛ توضیح احتمالی این است که موتسارت و بتهوون هر یک به‌طور اتفاقی تم را از جایی دیگر شنیده و آموخته‌اند.

### اجراهای اولیه
ساخت سمفونی از پاییز ۱۸۰۳ تا بهار ۱۸۰۴ به طول انجامید. اولین تمرین‌ها و اجراها خصوصی بود و در کاخ نجیب‌زادهٔ حامی بتهوون، شاهزاده لوبکوویتز در وین انجام شد. سابقۀ ارایه‌شدهٔ کار در تاریخ ۹ ژوئن ۱۸۰۴ توسط کاپل مایستر، شاهزاده آنتون ورانیتسکی، نشان می‌دهد که وی بیست و دو نوازندهٔ اضافهٔ مورد نیاز (از جمله هورن سوم) برای دو بار تمرین در نظر گرفت. هزینه‌ای که توسط شاهزاده لوبکوویتز به بتهوون پرداخت می‌گردید، باعث شد اجراهای خصوصی دیگری از سمفونی در تابستان را تضمین کند. اجراهای خصوصی دیگر در ۲۰ ژانویه ۱۸۰۵ در خانهٔ یک بانکدار با نام جوزف وورث، و دوباره در ۲۳ ژانویه ۱۸۰۵ در کاخ لوبکوویتز دنبال شد. اولین اجرای عمومی در ۷ آوریل ۱۸۰۵، در «تئاتر ان دِ وین»، انجام شد. گام اصلی (به اشتباه) در پوسترِ سمفونی، «ر دیز» (ر دیز ماژور، ۹ دیز) اعلام شده بود.

#### واکنش‌ها
اولین اجرا برای مخاطبانی که به موسیقی، صِرفاً برای سرگرمی عادت کرده بودند، واکنش‌برانگیز شد؛ کارل چرنی (شاگرد بتهوون) یادآوری می‌کند که یکی از حاضران فریاد زد: «اگر متوقف شود، یک کروزر دیگر می‌دهم». این نوع از مخاطبان، ناگهان با یک ایدهٔ جدید و رادیکال روبرو شدند که می‌خواهد بگوید «یک سمفونی هم مانند یک شاهکار ادبی، می‌تواند تصورات خالق خود را از جهان ارائه دهد». این مفهوم در قلب انقلاب رمانتیک قرار داشت و بتهوون یکی از طرفداران اولیهٔ آن بود.

### نسخه‌های خطی و چاپی
نسخهٔ اصلی و دست‌نویس از بین رفته است. یک رونوشت از پارتیتور، یادداشت‌ها و سخنان بتهوون از جمله تقدیم‌نامه به ناپلئون روی جلدِ صفحه، در کتابخانهٔ «انجمن دوستداران موسیقی» در وین قرار دارد. اولین نسخهٔ منتشر‌شدۀ (۱۸۰۶) سمفونی اروئیکا، در «کاخ لوبکوویچ» شهرِ پراگ در معرض نمایش است.
در دهه‌های اخیر چندین نسخهٔ علمی مدرن پدید آمده است، از جمله نسخهٔ ویرایش‌شدهٔ جاناتان دل مار (انتشارات بیریناتر)، نسخۀ پیتر هاوسچیلد (انتشارات برایتکومپف و هرتل)، و نسخۀ باتیا چورگین (انتشارات جی. هنل ورلاگ)، چاپ شده است.

### تقدیم
بتهوون در ابتدا سمفونی سوم را به ناپلئون بناپارت اهدا کرد که به اعتقاد وی، تجسمِ آرمان‌های دموکراتیک و ضد پادشاهی انقلاب فرانسه بود. وی در پاییز ۱۸۰۴، اهدا سمفونی به ناپلئون را به خاطر اینکه مبادا دستمزد آهنگساز از سوی یک «حامی شریف» پرداخت شود، پس گرفت؛ بنابر این، سومین سمفونی خود را به شاهزاده «جوزف فرانتس ماکسیمیلیان لوبکوویتس» اهدا کرد. با این حال بتهوون عنوانِ اثر را «بناپارت» گذاشت. بعداً، در مورد واکنش آهنگساز به اقدامِ ناپلئون که خود را امپراتور فرانسه معرفی کرده بود (۱۴ مه ۱۸۰۴)، فردیناند ریس منشی و شاگرد بتهوون، چنین گفت:
بتهوون هنگام نوشتن این سمفونی به فکر «بناپارت» بود، در آن زمان بناپارت کنسول اول بود، بتهوون بالاترین احترام را برای او قایل بود و بناپارت را با عالی‌ترین کنسول‌های روم باستان مقایسه می‌کرد. نه تنها من، بلکه بسیاری از نزدیکان بتهوون، نسخهٔ خطی را می‌دیدیم که به زیبایی عنوان «بناپارت» در بالای صفحه و نام «لودویک فان بتهوون» در انتهای آن حکاکی شده است … من اولین کسی بودم که به او خبر دادم که بناپارت خود را امپراتور اعلام کرده است، پس از آن او با خشم و عصبانیت فریاد زد: «این مرد انسان عامی و مبتذلی بیش نیست، حالا تمام قوانین بشری را لگدمال کرده و به هیچ چیز جز جاه‌طلبی خود نمی‌اندیشد، او می‌خواهد بالاتر از همه و مالکِ مردمان دنیا باشد». بتهوون به سمت میز رفت، بالای عنوان صفحه را پاره کرد و روی زمین انداخت. این صفحه مجدداً بازنویسی شد و فقط در حال حاضر، عنوان «سمفونی اِروئیکا» را دارد.
اینکه آیا توصیف رایس مبنی بر بازنویسیِ صفحۀ اول کاملاً دقیق باشد، مشکوک به نظر می‌رسد؛ زیرا «صفحهٔ پاره‌شدهٔ عنوان» را می‌توان در ۱۸ مارس ۱۸۳۶ در مجلهٔ «دنیای موزیکال» چاپ لندن، مشاهده کرد.
نسخه کپی‌شده از پارتیتور شامل دو زیرعنوانِ خراشیده و دست‌نوشته است. در ابتدا عنوان ایتالیایی: به‌عنوان بناپارت، و عبارت دوم به آلمانی: برای بناپارت حک شده است. بتهوون سه ماه پس از عقب‌نشینی از اهدا ناپلئونی‌اش، به ناشر موسیقی خود اطلاع داد که «عنوان واقعی سمفونی بناپارت است». پارتیتور با عنوان ایتالیایی: سمفونی اِروئیکا … آهنگسازی برای تجلیل از یادبود یک مرد بزرگ، منتشر شد. به غیر از ناپلئون، نامزد دیگر و آشنای بتهوون، ممکن است شاهزاده لوئی فردیناند از پروس باشد که توسط معاصرانش به عنوان یک قهرمان مورد احترام بود و در نبرد با نیروهای فرانسوی در سال ۱۸۰۶ کشته شد؛ بتهوون پیشتر کنسرتو پیانو شماره ۳ خود را به او تقدیم کرده بود. و سرانجام، بتهوون ممکن است قهرمانی خیالی را در ذهن داشته باشد.
چهار سال بعد، بتهوون خودش این اثر را برای یک کنسرت خیریه در «تئاتر ان دِ وین» رهبری کرد. در زمان اجرای عمومی دوم، فرانسه و اتریش وارد جنگ شده بودند. فرانسوی‌ها وین را اِشغال کرده و نیروی‌های نظامی خیابان‌ها را پُر کردند. ناپلئون در شهر بود، اما در کنسرت شرکت نکرد. این که آیا «حاکم کوچک» تا به حال از ارتباط اثر با خودش اطلاع داشته است یا خیر، نامشخص است.

## فرم و ساختار

### سازبندی
| جدول کامل سرعت، میزان‌بندی، مترونوم و گام‌ها | جدول کامل سرعت، میزان‌بندی، مترونوم و گام‌ها | جدول کامل سرعت، میزان‌بندی، مترونوم و گام‌ها | جدول کامل سرعت، میزان‌بندی، مترونوم و گام‌ها | جدول کامل سرعت، میزان‌بندی، مترونوم و گام‌ها |
| موومان                                     | سرعت                                       | میزان                                      | مترونوم                                    | گام                                        |
| ------------------------------------------ | ------------------------------------------ | ------------------------------------------ | ------------------------------------------ | ------------------------------------------ |
| I                                          | آلگرو کُن بریو                              | 3 4                                        | 60 = .                                     | می بمل ماژور                               |
| II                                         | آداجیو آسای                                | 2 4                                        | 80 =                                       | دو مینور دو ماژور دو مینور                 |
| III                                        | آلگرو ویواچه آلا برو تمپو بریمو            | 3 4 (2 ) 3 4                               | 116 = . 116 = 116 = .                      | می بمل ماژور                               |
| IV                                         | آلگرو مولتو پوکو آندانته پرستو             | 2 4                                        | 76 = 108 = 116 =                           | می بمل ماژور                               |

سازهای سمفونی شماره ۳ عبارتند از:
- سازهای بادی چوبی:

۲ فلوت، ۲ ابوا، ۲ کلارینت (در «سی بِمُل»)، ۲ فاگوت.
- سازهای بادی برنجی:

۳ هورن (اولی در «می بِمُل»، «دو»، «فا»؛ دومی در «می بِمُل»، «دو» و سومی در «می بِمُل»)، ۲ ترومپت (در «می بِمُل» و «دو»)
- سازهای کوبه‌ای:

تیمپانی (در «می بِمُل» و «سی بِمُل»)
- سازهای زهی:

ویولن (۱و۲)، ویولا، ویولنسل، کنترباس

### موومان‌ها
این اثر دارای چهار موومان است:
I. آلگرو (3
4)، در می بمل ماژور
II. مارش: آداجیو (2
4)، در دو مینور
III. آلگرو (3
4)، در می بمل ماژور
IV. آلگرو (2
4)، در می بمل ماژور

#### موومان اول
این قسمت در فرم سونات است. موومان اول در شروع، با دو آکورد قوی و در ادامه تم اول با ویولنسل نواخته می‌شود. پس از تکرار تم اول توسط ارکستر، تم دوم به گوش می‌رسد. این تم «تداعی زندگی و سرگذشت یک قهرمان است».

##### گشایش
در بخش گشایش، تم اصلیِ اکسپوزیسیون توسط ویلنسل آغاز می‌شود. در میزان هفتم از ملودی، با معرفی یک نت کروماتیک (دو دیز)، تنشِ هارمونیک کار را معرفی می‌کند. این ملودی توسط ویولن‌اول‌ها به همراه یک سری از سنکوپ‌ها روی نتِ سل، با ویلنسل‌ها (که با دو دیز، تشکیل چهارم افزوده می‌دهند) به پایان می‌رسد. تم اول دوباره با سازهای مختلف تکرار می‌شود:
مدولاسیون به گام نمایان (سی بمل ماژور) در اوایل ظاهر می‌شود (م. ۴۴–۴۲) در یک تحلیل سنتی، این تم توسط سه (یا در برخی دیدگاه‌ها، دو) تم انتقالی دنبال می‌شود که به‌طور قابل توجهی گام را در اکسپوزیسیون گسترش می‌دهند:
1. یک موتیف شاعرانه با الگویی پایین‌رونده (م. ۵۶–۴۵)
2. موتیف گام با الگوی بالارونده (م. ۶۴–۵۷)
3. یک بخش با الگوهای سیر نزولی سریع در ویولن‌ها شروع می‌شود (م. ۸۲–۶۵)[م]

سپس این امر منجر به معرفی تم شاعرانهٔ دوم (م. ۸۳) می‌شود که به‌طور غیرمعمول دیر می‌رسد. پس از این، با نیمهٔ دوم تم، سرانجام به یک ملودیِ بلند (م ۱۰۹) تبدیل می‌شود که با موتیفِ پایین‌رونده، به مراحل قبلی می‌رسد (م. ۱۱۳). لحظهٔ اوجِ اکسپوزیسیون وقتی فرا می‌رسد که موسیقی توسط شش آکورد پیاپیِ اسفورتساندو، قطع می‌شود (م. ۱۳۱–۱۲۸). سپس به دنبال نتیجه‌گیری از آکوردهای اکسپوزیسیون (۱۴۸–۱۴۴)، تم اصلی در یک کودا (م. ۱۴۸) که در حال «تکرار/گسترش» است، بر می‌گردد.
یک تجزیه و تحلیل جایگزین معتقد است که تم دوم با موتیف پایین‌رونده، از میزان ۴۵ شروع می‌شود. در این دیدگاه، گسترش هارمونیکِ سنتیِ اکسپوزیسیون در میزان ۸۲ به پایان می‌رسد و به آغاز تم شاعرانهٔ دوم در (م. ۸۳)، امتداد دارد. این الگو مطابق است با آنچه بعداً در بخش گسترش یافت می‌شود که در آن لحظۀ اوج، به یک تمِ شاعرانهٔ جدید منجر می‌شود و بخش گسترده‌ای را شروع می‌کند. علاوه بر این، موتیفِ تمِ پایین‌رونده (م ۴۵) در بخش بعدی به‌طور چشمگیری توسعه می‌یابد، در حالی که تم شاعرانهٔ دوم (م ۸۳) در آن مشاهده نمی‌شود. مفسران همچنین مشاهده کردند که با قطع نیمهٔ دوم این اکسپوزیسیون، فرم سونات و انتقالِ ارکستراسیون، کاملاً حفظ می‌شود (م. ۱۴۳–۸۳). با این حال دیگرانی نیز تحلیل کرده‌اند که اگر پاساژهای انتقالی دوم و سوم (م. ۸۲–۵۷) در نیمهٔ دوم اکسپوزیسیون قطع شود، فرم و ارکستراسیون با تحلیل سنتی سازگار است.

##### گسترش
بخش گسترش (م. ۱۵۴)، مانند بقیهٔ موومان، توصیفی است از تنش‌های هارمونیک و ریتمیک با آکوردهای نامطبوع و پاساژهای طولانی از ریتم، که با همگام‌سازی مشخص می‌شود. پس از واریاسیون‌های تماتیک و کنترپوانتیک، موسیقی در نهایت به یک پاساژ ۳۲ میزانی (م. ۲۷۹–۲۴۸) از آکوردهای اسفورتساندو، شامل الگوهای پایین‌روندهٔ ۲ ضربی، ۳ ضربی و کوبنده از آکوردهای ناخوشایند در فورته است. مفسران اظهار داشته‌اند که این «طغیانِ خشم … هستهٔ کلِ موومان را تشکیل می‌دهد»، و گفته می‌شود بتهوون هنگام رهبری ارکستر در کریسمس ۱۸۰۴، دچار سراسیمگی و اشتباه شد و نوازندگانِ سردرگم را وادار به توقف و اجرای دوباره کرد. در این مرحله به جای برگشت یا ری‌اکسپوزیسیون، تم جدیدی در می مینور معرفی می‌شود (م. ۲۸۴) و این در نهایت منجر به تقریباً دو برابر شدن زمانِ بخشِ گسترش، نسبت به اکسپوزیسیون می‌شود.
در پایانِ بخش گسترش، به‌نظر می‌رسد که یک هورن در اوایل با تم اصلی در می بمل ماژور (م. ۳۹۵–۳۹۴) ظاهر می‌شود، در حالی که زهی‌ها اجرای آکوردِ نمایان را ادامه می‌دهند. در قرن نوزدهم تصور می‌شد که این یک اشتباه است. برخی از رهبران فرض می‌کنند که نت‌های «هورن» در کلید تنور نوشته شده است (سی بمل، ر، سی بمل، فا)، و برخی دیگر هارمونی ویولن دوم را به سل ماژور (آکورد تونیک) تغییر دادند. خطایی که سرانجام در نسخه چاپی اولیه ظاهر شد. فردیناند ریس شاگرد و منشی بتهوون حکایتِ ورود ساز «هورن» را اینگونه بیان کرده است:
اولین تمرین سمفونی وحشتناک بود، اما در واقع نوازندهٔ هورن با اشاره آن را اجرا کرد، من در کنار بتهوون ایستاده بودم و اعتقاد داشتم که نوازنده به اشتباه وارد شده است گفتم: «آن هورنیست لعنتی! نمی‌تواند حساب کند؟ به نظر می‌رسد پراشتباه است» من اعتقاد داشتم که گوش‌هایم در خطر اصابت مشت قرار گرفته است، بتهوون به مدتی طولانی مرا نبخشید.

##### بازگشایش و کدا
بخش بازگشایش (ری‌اکسپوزیسیون) در اوایل و قبل از برگشت به فرم معمول، دارای یک گشت‌وگذار ناگهانی در فا ماژور است. موومان با یک کودای طولانی همراه است که می‌توان آن را به سه بخش تقسیم کرد؛ دو بخش آن همراه با تم جدیدی که در «بخش گسترش» معرفی شده بود، ادامه پیدا می‌کند و در نهایت بخش سوم با اشاره به تم اصلی، پایان می‌گیرد.

#### موومان دوم
این قسمت یک مارشِ عزا است که نمونهٔ آن در قرن هجدهم مشاهده می‌شود، گرچه این قسمت یک موومان بزرگ و کاملاً توسعه‌یافته با تم اصلی است. فرم موومان، سه‌بخشی (A–B–A) است با تم اصلی که به صورت ترجیع‌بند (روندو) است. این تم توصیف مرگ قهرمان است و توسط سازهای زهی نواخته می‌شود. تم دوم با اجرای سازهای بادی «در ستایش از شجاعت و دلیری یک قهرمان» است.
بخش اول (A) در دو مینور با تمِ مارش در زهی‌ها و سپس در بادی‌ها آغاز می‌شود. تم دوم (م. ۱۷) در گام نسبی (می بمل ماژور) است و به سرعت به تونالیتهٔ مینور بازمی‌گردد و این تم‌ها در بقیهٔ بخش، گسترش می‌یابد. سرانجامِ این امر می‌تواند به بخشِ مختصرِ (B) در دو ماژور (م. ۶۹)، برای آنچه «مارش/تریو» نامید، پرداخته شود. در این مرحله با مراعات آداب تشریفات، به‌طور سنتی نشانگر بازگشت به تم (A) است.
با این وجود، تم اول در دو مینور (م ۱۰۵) شروع به تعدیل در میزان ششم (م. ۱۱۰) می‌کند؛ که منجر به یک فوگ در فا مینور (م. ۱۱۴) بر اساس یک معکوس از تم اصلی است. تم اول به‌طور خلاصه با کلید سل مینور در زهی‌ها ظاهر می‌شود (م. ۱۵۴)، و به دنبال آن، یک پاساژ گسترش‌یافتهٔ طوفانی است (یک فرود شوک‌آور در فورتیسیمو). در ادامه، بیان مجدد تم اول در گام اصلی و سپس در ابوا آغاز می‌شود (م. ۱۷۳).
کودا (م. ۲۰۹)، با استفاده از موتیفِ مارش در زهی‌ها که قبلاً در قسمت اصلی شنیده می‌شد (در م. ۱۰۰–۷۶) شروع می‌شود، و درنهایت با یک بیانِ ملایمِ نهایی از تم اصلی (م. ۲۳۸) به عبارات کوتاه که با سکوت آمیخته می‌شود، خاتمه می‌یابد.

#### موومان سوم
موومان سوم یک اسکرتسوی شاد و تند است که در پیِ مارش عزا می‌آید و احساسات غم‌انگیزِ مراسم تشییع جنازه به آرامی از بین می‌رود، اما نه به‌طور کامل. علت تضاد بین «مارش عزای موومان دوم» و «شادمانیِ موومان سوم» را بعضی از مفسرین موسیقی این‌طور بیان می‌کنند که بتهوون می‌خواسته این ایده را بیان کند که «مرگ برای قهرمان وجود نداشته و جاودان است».
تم اسکرتسو (بخش A) در نمایان، با احساس بیرونیِ پیانیسیمو در گام سی بمل ماژور (م. ۲۱–۷)، سپس (بخش B) با شدت پیانو در نمایان فرعی (فا ماژور) شنیده می‌شود (م ۴۱). به دنبال آن، شروع مجددِ تم، «پیانیسیمو» (A) در «سی بمل ماژور» است (م. ۷۳)، که منجر به یک بیان کاملِ فورتیسیمو در گام تونیک (می بمل ماژور) می‌شود (م. ۹۳). سپس یک موتیف پایین‌رونده به صورت آرپژ و با قدرت اسفورتساندو در ضرب دوم ابتدا به صورت هم‌صدا در زهی‌ها (م. ۱۱۹–۱۱۵)، و سپس توسط تمامِ ارکستر (م. ۱۲۷–۱۲۳) اجرا می‌شود. این سیر نزولیِ چهارم‌ها (م. ۱۴۳)، توسط یک موتیفِ سنکپ‌دار مشخص می‌شود و منجر به تکرار می‌شود. بخش تریو دارای سه هورن است. این فرم اولین باری بود که در موسیقی کلاسیک ظاهر می‌شد. سپس اسکرتسو به شکل کوتاه تکرار می‌شود و به جز موتیف هم‌صدای پایین‌رونده، متر و میزان به «دوضربی ترکیبی» تغییر می‌یابد (م. ۳۸۴–۳۸۱). موومان با یک کدا خاتمه می‌یابد (م. ۴۲۳). بتهوون علامتی را در پارتیتور خود نوشت که امری غیرعادی بود و آن تغییر ناگهانی و سریع از «پیانیسیمو» (صدای خیلی آرام) به «فورتیسیمو» (صدای خیلی بلند) است. این الگو تمامِ موومان را در بر می‌گیرد.

#### موومان چهارم
این قسمت تند و فاتحانه، در وصف قهرمان و به یاد پیروزی‌ها و دلاوری‌های وی است و در ادامه، موسیقی «پیروزمندانه و با شکوه» به پایان می‌رسد.
موومان چهارم دارای ده واریاسیون روی یک تم است. این تم توسط بتهوون در آهنگسازی‌های قبلیِ وی مورد استفاده قرار گرفته بود و مسلماً پایه و اساس سه موومان اول سمفونی را نیز تشکیل می‌دهد. این موومان را می‌توان تقریباً به چهار بخش تقسیم کرد:
1. معرفی تم باس و تمِ ملودی (م. ۷۵–۱)، گشایش (A)
2. تم و واریاسیون (م. ۳۸۰–۷۶)، گسترش (B)
3. تکرار تم (م. ۴۳۰–۳۸۱) بازگشایش (A)
4. کودا (م. ۴۷۵–۴۳۱)

بتهوون در حین نوشتن، متوجه شد که باید توالیِ فرم واریاسیون را با فرم «سونات/روندویی» که در موومان اول یافت می‌شود، تطبیق دهد؛ بنابراین، موومان نهایی را می‌توان به‌عنوان یک فرم با «واریاسیون دوبل»، (تم باس + تم ملودی) که به‌طور متناوب با یکدیگر تغییر می‌کنند، تحلیل کرد. فابریزیو دلا ستا تم‌ها را به این صورت در جدول ارائه می‌دهد:
| مقدمه  | تم                | و. ۱            | و. ۲     | و. ۳            | و. ۴              | و. ۵           | و. ۶     | کودا     |
| ------ | ----------------- | --------------- | -------- | --------------- | ----------------- | -------------- | -------- | -------- |
| تم باس | تم ملودی + تم باس | تم باس (فوگاتو) | تم ملودی | مارش روی تم باس | تم ملودی + تم باس | فوگ روی تم باس | تم ملودی | تم ملودی |

جدول زیر چندین تفسیر از واریاسیون‌ها را بازگو می‌کند، اگرچه این فهرست جامع نیست:
| اپیزود            | گام               | میزان     | فابریزیو ستا  | الین سیسمن    | لوئیجی کروچه                 | پائولو ترونکن                       | مارک گوتزی                   | جردن اسمیت     |
| ----------------- | ----------------- | --------- | ------------- | ------------- | ---------------------------- | ----------------------------------- | ---------------------------- | -------------- |
| تم باس            | می بمل ماژور      | ۴۳ - ۱۲   | تم باس        | تم A          |                              | تم اوستیناتو                        | تم X                         | تم             |
| واریاسیون a3      | می بمل ماژور      | ۵۹ - ۴۴   | گسترش تم باس  | واریاسیون A1  | واریاسیون I                  | واریاسیون (با کنترپوان)             | اولین واریاسیون از تم X      | واریاسیون I    |
| واریاسیون a4      | می بمل ماژور      | ۷۵ - ۶۰   | گسترش تم باس  | واریاسیون A2  | واریاسیون II                 | واریاسیون (با کنترپوان)             | دومین واریاسیون از تم X      | واریاسیون II   |
| تم ملودی          | می بمل ماژور      | ۱۱۶ - ۷۶  | تم ملودی      | تم B          | واریاسیون III                | واریاسیون (اوستیناتو + تم اصلی)     | تم A                         | واریاسیون III  |
| فوگاتو روی تم باس | دو مینور          | ۱۷۴ - ۱۱۷ | واریاسیون I   | واریاسیون Ax  | واریاسیون IV                 | فوگ با پنج صدا                      | فوگاتو روی تم X              | واریاسیون IV   |
| تم ملودی          | ر ماژور           | ۲۱۰ - ۱۷۵ | واریاسیون II  | واریاسیون B1  |                              |                                     | واریاسیون ۱ و ۲ روی تم A     | واریاسیون V    |
| تم مارش           | سل مینور          | ۲۵۷ - ۲۱۱ | واریاسیون III | واریاسیون A3  |                              | تم جدید (با ابوا و فاگوت)           | واریاسیون جدید روی تم‌های A-X | واریاسیون VI   |
| تم ملودی          | دو ماژور دو مینور | ۲۷۶ - ۲۵۸ | واریاسیون IV  | واریاسیون B2  |                              |                                     | چهار واریاسیون روی تم A      | واریاسیون VII  |
| فوگ دوبل          | می بمل ماژور      | ۳۴۸ - ۲۷۷ | واریاسیون V   | واریاسیون Ax1 |                              | فوگ با پنج صدا (معکوس تم اوستیناتو) | اپیزود فوگال                 | واریاسیون VII  |
| پوکو آندانته      | می بمل ماژور      | ۳۸۰ - ۳۴۹ | واریاسیون VI  | واریاسیون B3  | واریاسیون فینال (با تم جدید) | تم (متنوع)                          | پنج واریاسیون از تم A        | واریاسیون VIII |
| تم ملودی          | می بمل ماژور      | ۳۹۶ - ۳۸۱ | تکرار         | واریاسیون B4  |                              | تکرار                               | شش واریاسیون از تم A         | واریاسیون IX   |
| منبع              | منبع              | منبع      | [ ۶۷ ]        | [ ۶۴ ]        | [ ۶۸ ]                       | [ ۶۹ ]                              | [ ۷۰ ]                       | [ ۷۱ ]         |

پس از یک معرفی کوتاه، تم با همهٔ ارکستر، از آکورد میانی به آکورد هفت نمایان آغاز می‌شود، تم ابتدا آرام به می بمل ماژور انتقال می‌یابد و سپس روی یک سری از ده واریاسیون قرار می‌گیرد:
- واریاسیون ۱: اولین واریاسیون با همراهی جدیدی در می بمل ماژور آغاز می‌شود.
- واریاسیون ۲: واریاسیون بعدی با یک همراهی سه‌گانه در می بمل ماژور.
- واریاسیون ۳: جایی که یک ملودی جدید معرفی می‌شود، در حالی که این تم هنوز در باس اجرا می‌شود (می بمل ماژور، مثال بالا).
- واریاسیون ۴: فوگ در دو مینور، که با آرامش و به حالت تعلیق در زهی‌ها شروع می‌شود و به اوجی سریع و دراماتیک می‌رسد.
- واریاسیون ۵: واریاسیون پنجم در ر ماژور، بیانی از تم است که سازهای باس (قبل از اینکه بند دوم در ماژور اجرا شود)، بند اول در مد مینور را اجرا می‌کنند. این واریاسیون همچنین دارای دو سلوی فلوت است که ملودی را همراهی می‌کنند که مستقیماً به موارد زیر منجر می‌شود:
- واریاسیون ۶: یک واریاسیون مواج و طوفانی در سل مینور که یادآور یک نوع رقص کولی است.
- واریاسیون ۷: واریاسیونی ناقص که نیمهٔ اول تم در دو ماژور، قبل از تغییر فوری و بیان مجدد در مد مینور است، برای تهیه و ورود به قطعهٔ بعدی:
- واریاسیون ۸: فوگی دیگر که درخشان و پرانرژی است، زیرا این بار به جای رونمایان، در تونیک (می بمل ماژور) قرار دارد و مجدداً اوج می‌گیرد. ارکستر در «نمایانِ» گام اصلی می‌ایستد و گسترش تم در موارد زیر ادامه می‌یابد:
- واریاسیون ۹: در این مرحله سرعت به پوکو آندانته کند می‌شود و قطعه آرام و آرام‌تر می‌شود. تمی که ابتدا توسط ابوا و سپس توسط زهی‌ها بیان شده است،[اج] در اینجا متفکرانه و خیالی است و باعث می‌شود تا عمق بیشتری نسبت به آنچه قبلاً شنیده شده است، ایجاد کند. در نیمهٔ دوم، همراهی دیگری از زهی‌ها در منطقهٔ صوتی بالا با نت‌های تریوله، که از نت‌های چنگ و دولاچنگ تشکیل شده، در «می بمل ماژور» معرفی می‌شود.
- واریاسیون ۱۰: در واریاسیون نهایی تصویر کاملی از اِروئیکا به گوش می‌رسد. «غوطه‌وریِ فاتحانه و قهرمانانه» به‌طور مداوم روی نت‌ها شنیده می‌شوند، همراهی نت‌های «تریوله»، هنوز از واریاسیون قبلی وجود دارد و واریاسیون سوم به‌عنوان ملودی پیروزمندانه و پرانرژی، توسط سازهای بادی برنجی به گوش می‌رسد (می بمل ماژور).

سمفونی با یک کودا که تصویر کاملی از واریاسیون‌های قبلی را بیان می‌کند، خاتمه می‌یابد. کودا در پایان «شگفت‌انگیز» است، زمانی که تغییرات دینامیکی روی فلوت و زهی‌ها از صدای خیلی آرام pp، به یک صدای بلند و ناگهانی ff، در کلِ ارکستر می‌انجامد و سرعت از «پوکو آندانته» به پِرِستو تغییر می‌کند. حرکتی از اسفورتساندو ظاهر می‌شود و فینال با سه آکوردِ پرحجم در «می بمل ماژور» توسط تمامی ارکستر با شدت ff، به پایان می‌رسد.

## نقد
[در موسیقی] در پشتِ ریتم‌های غیرعقلانی، «مستی» بدوی وجود دارد که به‌طور قطع نسبت به هر بیانی سرکشی می‌کند؛ در پسِ فنِ بیانِ عقلانی، «فرم» وجود دارد که به نوبهٔ خود اراده و قدرت جذب و نظم را دارد، به همین دلیل، در درون خود، اولین چیزی است که این دوگانگی را در دستور کار قرار داده است! این نیچه بود که برای اولین بار این دوگانگی را به شکلی باشکوه با مفاهیمِ آپولونی و دیونیسی صورت‌بندی کرد؛ اما برای ما امروز، با در نظر گرفتنِ موسیقی بتهوون، این موضوع مهم است که متوجه شویم این دو عنصر، متناقض نیستند - یا به نظر می‌رسد که لزوماً وظیفهٔ هنر، به معنای بتهوون، آشتی‌دادنِ آنها نیست … بتهوون در درون خود کُلِ طبیعت انسان را در بر می‌گیرد؛ او اساساً مانند موتسارت ملودیک نیست، او انگیزهٔ معماریِ باخ را ندارد، و نه حس‌گراییِ دراماتیکِ واگنر، او همهٔ اینها را در خود متحد می‌کند و هر چیزی را در جای خود قرار می‌دهد، این امر نشان از اصالتِ وی است. هرگز هیچ آهنگسازی، هارمونی کهکشانی و آوازِ طبیعتِ الهی را به این خوبی احساس و بیان نکرده است.

ویلهلم فورت‌ونگلر
اولین اجرای عمومی (۷ آوریل ۱۸۰۵) با نظرات متفاوتی آمیخته شد. همچنین اولین اجرا به رهبری «آنتون اِبرِل» (۱۸۰۷ – ۱۷۶۵) بود که باعث شد نقدهای بهتری از سمفونی دریافت شود. یکی از خبرنگاران اولین واکنش‌ها به اِروئیکا را چنین شرح می‌دهد:
افراد حرفه‌ای موسیقی و آماتورها به چند دسته تقسیم شدند. یک گروه از دوستان بسیار خاصِ بتهوون، معتقدند که این سمفونی دقیقاً یک شاهکار است. گروه دیگر، ارزش هنری این اثر را کاملاً انکار کردند … مدولاسیون‌های عجیب و غریب و انتقال‌های خشن … با خراش‌های فراوان در باس، با سه هورن و غیره، اصالت واقعی و نه مطلوب را می‌توان بدون تلاش زیاد بدست آورد. *** سومین گروه بسیار کوچک در وسط قرار دارند. آنها اعتراف می‌کنند که سمفونی حاوی بسیاری از خصوصیاتِ زیبا است، اما می‌پذیرند که متن اغلب به‌طور کامل از هم گسیخته می‌شود، و مدت زمان خارج از حدود … حتی افراد حرفه‌ای را خسته می‌کند و برای آماتورِ صِرف، غیرقابل تحمل می‌شود. برای عموم مردم سمفونی خیلی دشوار بود، خیلی طولانی … از طرف دیگر، بتهوون تشویق را به اندازهٔ کافی برجسته نمی‌دانست.
یکی از منتقدان دربارهٔ اجرای اولیه نوشت: «این اثر جدید بتهوون، دارای ایده‌های عالی و جسورانه است، و … قدرتِ بزرگی در شیوهٔ کار خود دارد، اما سمفونی به‌طور بی‌حدوحصری بهبود می‌یافت اگر، بتهوون بتواند خودش آن را کوتاه کند و این امر، روشنایی، شفافیت و وحدت بیشتری را برای کلِ اثر به ارمغان می‌آورد». دیگری گفت که سمفونی «اکثراً آنقدر شکننده و پیچیده است که فقط کسانی که شکست‌ها و شایستگی‌های این آهنگساز را مانند آتش می‌پرستند (که در بعضی مواقع مضحک است)، می‌توانند از آن لذت ببرند». اما یک منتقد دیگر، تنها دو سال بعد، اِروئیکا را به سادگی به‌عنوان «عالی‌ترین، اصلی‌ترین، هنری‌ترین و در عین حال جالب‌ترین سمفونی از همه سمفونی‌ها» توصیف کرد.
انتقادها به‌ویژه برای فینال وجود داشت. باز هم یکی دیگر از منتقدان اولیهٔ موومان‌ها اظهار می‌کرد که «برای او فینال ارزش زیادی دارد و آن را انکار نمی‌کنم اما به خوبی نمی‌توانم از اتهام‌های عجیب و غریب فرار کنم». منتقد دیگری پذیرفت که «فینال، او را کمتر خوشحال می‌کند و اینکه آهنگساز اغلب می‌خواست با مخاطب بازی کند بدون آنکه لذتش را در نظر بگیرد، (کار او) صرفاً به منظور رهاکردنِ روحیهٔ عجیب و غریب خودش است تا اصالتش از این طریق بدرخشد». یک بررسی جامع دربارهٔ اثر در یک مجلهٔ موسیقی پیشرو، این مشاهدات را انجام داد که هنوز هم ممکن است برای شنوندگانی که بار اول فینال را می‌شنوند، این فینال خیلی طولانی، بسیار متناقض و در واقع شایستگی‌های زیادی از اثر تا حدودی پنهان است، آنها اینگونه می‌پندارند که «کشف اثر و لذت‌بردن از آن باید در همان لحظه اتفاق بیافتد، نه برای اولین بار و سپس روی کاغذ ظاهر شود». یک منتقد پس از اجرای فقط دو موومان در سال ۱۸۲۷، در لندن نوشت که اثر با موومان «مارش خاکسپاری» به پایان رسید و «حذف موومان‌های بعدی (توسط ارکستر فیلارمونیک لندن) به خاطر طراحی کاملاً متناقص آهنگسازی، درست بود».
در هر حال سدها شکسته شده بود و دنیای موسیقی خیلی زود غرق در صدای انقلابی سمفونی سوم شد. بتهوون نیز بدون توجه به بدبین‌ترین منتقدانش، در پاسخ به یکی از آنها که در سال ۱۸۰۶، در «روزنامه عمومی موزیکال» چاپ آلمان، به شدت به او حمله کرده بود، نوشت:
| « | ...اگر فکر می‌کنید می‌توانید با انتشار مقالاتی از این دست به من آسیب برسانید، سخت در اشتباهید؛ برعکس، با این کار فقط روزنامهٔ خود را بدنام می‌کنید... | » |

- کنت وودز[اخ] رهبر ارکستر آمریکایی، اشاره کرده است که موومان آغازینِ اروئیکا از «سمفونی شماره ۳۹» موتسارت الهام گرفته شده، از آن الگوبرداری شده و دارای ویژگی‌های بسیاری از سمفونی موتسارت است که یک دهه و نیم قبل از سمفونی بتهوون ساخته شده بود.[۸۸]
- هکتور برلیوز در رسالهٔ سازبندی و ارکستراسیون (۱۸۴۴، ۱۸۵۵)، در مورد کاربردِ ارکسترالِ بتهوون و استفاده از هورن و ابوا در این سمفونی را مورد بحث قرار داد.[۸۹][۹۰]
- منتقد موسیقی سولیوان[اد] می‌گوید: موومان اول ابراز شجاعت بتهوون در مقابله با ناشنوایی است. در موومان دوم، آهسته و سوگوارانه، یاس و ناامیدی خود را ابراز می‌کند. موومان سوم، اسکرتسو، «طغیان غیرقابل انکارِ یک انرژی خلاق» است و موومان چهارم، «سرشار از فَورانِ انرژی است».[۹۱]
- ریشارد اشتراوس در قطعهٔ «دگردیسی، مطالعه برای ۲۳ ساز سولوی زهی»[اذ] (۱۹۴۵)، تم‌های مشابه مارش تشییع جنارهٔ سمفونی اِروئیکا را ارایه می‌دهد. باس در پایان‌بندیِ قطعه، نقل‌قولی مستقیم از سمفونی اِروئیکا دارد. کارشناسان حدس می‌زنند درج کلمهٔ «به یادگار»[ار] توسط اشتراوس در تحتِ عنوانِ اثر، به بتهوون اشاره دارد.[۹۲]
- در ضبط اِروئیکا (۱۹۵۳) و در کتاب تنوع نامحدود موسیقی[از] (۱۹۶۶)، لئونارد برنشتاین آهنگساز و رهبر ارکستر گفت: «موومان اول و دوم شاید از بهترین موومان‌ها در کلِ موسیقی کلاسیک باشد».[۴۷][۹۳]
- منتقد مارکسیست گرت جنکینز[اژ] در مقاله‌ای با نام «فریاد آزادی بتهوون» گفت: «در سمفونی اِروئیکا، بتهوون کاری را برای موسیقی انجام داد که ناپلئون برای جامعه انجام داد و بدین ترتیب مجسم‌کردنِ حسِ پتانسیل و آزادی بشر است همان‌طور که در انقلاب فرانسه ظاهر شد».[۹۴]

## تاثیر
… در این سمفونی آهنگساز موفق می‌شود مرکز ثقل را از اولین موومان به آخرین موومان تغییر دهد، یا حداقل تلاش می‌کند؛ موومان چهارم نه تنها یک خاتمه نیست، بلکه نقطهٔ اوج و محل حل‌وفصل طیف وسیعی از تنش‌ها و مسائل انباشته‌شده است. این نوآوریِ ساختاری و روان‌شناختی چیزی است که بتهوون قبلاً در سمفونی شماره ۲ تلاش کرده بود ولی در سمفونی‌های شماره ۳، شماره ۵ و شماره ۹ بیشتر توسعه می‌یابد (موتزارت نیز با آخرین سمفونی خود، ژوپیتر، به امکانات این تغییر نگاه کرده بود). این یکی از ویژگی‌های اساسی طراحی سمفونیک در اکثر جانشینان بتهوون، از شوبرت تا شوستاکوویچ بود.

مایکل اشتاینبرگ
این سمفونی نقطهٔ عطفی در آهنگسازی سبک کلاسیک است چرا که به گفتۀ مفسران «موسیقی را از بقایای قواعد قرن هجدهم رهایی می‌بخشد»  و به تنهایی موسیقی را با  صدایی بلند، «برابر با عالی‌ترین ارزش‌های انسانِ غربی به عصر جدیدی وارد می‌کند». این اثر معادل دو برابرِ طولِ سمفونی‌های یوزف هایدن و ولفگانگ آمادئوس موتسارت است، در واقع بتهوون با این سمفونی رابطۀ تاثیرپذیری خود را با این دو آهنگساز قطع کرد. اولین موومان (با تکرار اکسپوزیسیون)، تقریباً به اندازهٔ یک سمفونی دورهٔ سنتی موسیقی کلاسیک است. از لحاظ موضوعی، زمینهٔ احساسی‌تری از سمفونی‌های اولیهٔ بتهوون را پوشش می‌دهد و بنابراین گذرگاه مهمی در انتقال از کلاسیک به رمانتیسم است که می‌تواند «موسیقی هنری غرب» را در دهه‌های ابتدایی قرن نوزدهم تعریف کند. موومان دوم به‌ویژه، بیان عاطفی بزرگی را به نمایش می‌گذارد و از تم مارشِ مراسم خاکسپاری به آرامش نسبی در گام ماژور می‌رسد. موومان چهارم محدودهٔ احساسی مشابهی را به نمایش می‌گذارد و اهمیتِ تماتیک به آن داده نمی‌شود. فینال سمفونی‌های قبلیِ بتهوون، دارای پایانی سریع و شادی‌بخش بود. اما در اینجا فینال، مجموعه‌ای طولانی از واریاسیون‌ها و یک فوگ است.
در مقایسه با کثرتِ آثار هایدن و موتسارت، تعداد آثار بتهوون بسیار کمتر است، اما خواسته یا ناخواسته آثار او به خاطر تأثیر و نفوذ عمیقی که در سراسر قرن نوزدهم و بعد از آن داشته و همچنین اجرای دائمی آثارش در سالن‌های کنسرت، از وی شخصیتی منحصر به فرد ساخته است. سمفونی سوم شاخص‌ترین اثر او محسوب می‌شود، زیرا او هر فرم کلاسیک بعد از پیشینیانش را در آثار خودش به مرور، بزرگتر، جدی‌تر و از نظر تکنیک آهنگسازی پیچیده‌تر از آنچه در قبل وجود داشت، می‌نوشت. گستردگی و ابتکارهای او در موومان‌های اول و دوم سمفونی شماره ۳، نشان از بلوغ سبک وی در تکمیل و به کمال رساندنِ موسیقی کلاسیک دارد. بدین ترتیب طرفداران وی از او چهره‌ای «افسانه‌ای» و «قهرمانی رومانتیک» ساختند که «همه باید از او تقلید کنند».
سال ۲۰۱۶، یک نظرسنجی برای انتخاب ۱۰ سمفونی برتر در تاریخ موسیقی، توسط «مجله موسیقی بی‌بی‌سی» انجام شد؛ نتیجهٔ نظرسنجی از ۱۵۱ رهبر ارکستر سرشناس که در سرتاسر جهان کار می‌کنند این بود که اِروئیکا به‌عنوان «عالی‌ترین سمفونی درهمهٔ زمان‌ها»، شناخته شد و رتبهٔ اول را کسب کرد. سمفونی شماره ۹ و سمفونی شماره ۴۱ (موتسارت) به ترتیب دوم و سوم شدند. نکتهٔ قابل توجه در این نظرخواهی جاماندن سمفونی شماره ۵ (بتهوون) از این فهرست بود و در ردیف یازدهم قرار گرفت. الیور کاندی سردبیر مجله معتقد است: «جای تعجب نداشت که (آثار) بتهوون بر این فهرست تسلط داشته باشد. بیش از ۲۰۰ سال از نگارش سمفونی می‌گذرد و رای‌گیری نشان می‌دهد که طی این سال‌ها هنوز اثر دیگری برتری نیافته است که این امر واقعاً قابل توجه است و نشان از نبوغ مطلق او است». کندی در بارهٔ موسیقیدانانی که در نظرسنجی شرکت کردند، اضافه می‌کند: «در مورد افرادی صحبت می‌کنیم که سمفونی‌ها را از درون می‌شناسند، آنها واقعاً به عمقِ آثار، ساختار، بافت‌ها و ارکستراسیون‌ها نفوذ می‌کنند». جاناتان نات رهبر ارکستر بریتانیایی و مدیر موسیقی ارکستر سمفونیک توکیو که در این نظرسنجی شرکت کرده بود اظهار داشت: «اروئیکا مرزها را شکست. این سمفونی دربارهٔ جلالِ خدا نیست، دربارهٔ انسان هاست - مبارزات، چالش‌ها و پیروزی‌های ما».

### موسیقی مراسم خاکسپاری
از قرن نوزدهم، موومان دوم (آداجیو آسای) تبدیل به یک مارش تشییع جنازه شد و در مراسم خاکسپاری افراد سرشناسِ سیاسی و هنری، مجالس یادبود و بزرگداشت‌های مهم اجرا می‌گردید.
- سال ۱۸۴۷، دومین موومان سمفونی، در مراسم تشییع جنازهٔ آهنگساز آلمانی فلیکس مندلسون اجرا شد.[۱۰۰]
- سال ۱۹۴۰، اف. اسکات فیتزجرالد هنگام گوش‌دادن به ضبطِ این سمفونی، درگذشت.[۱۰۱]
- سال ۱۹۴۵، سرگئی کوسیویتسکی دومین موومان را برای سوگواریِ درگذشت رئیس‌جمهور ایالات متحده، فرانکلین دلانو روزولت اجرا کرد.[۱۰۲]
- سال ۱۹۵۷، برونو والتر به‌عنوان کنسرت یادبود برای رهبر ارکستر آرتورو توسکانینی، کلِ سمفونی را اجرا کرد.[۱۰۳]
- در ۲۲ نوامبر ۱۹۶۳، ارکستر سمفونیک بوستون اجرای بداهه‌ای از موومان دوم سمفونی اِروئیکا را برای سوگواریِ رئیس‌جمهور ایالات متحده جان اف. کندی، که اوایلِ همان روز ترور شد، اجرا کرد.[۱۰۴]
- سال ۱۹۷۲، ارکستر فیلارمونیک مونیخ تحتِ رهبری رودولف کمپه دومین موومان را در مراسم خاکسپاری یازده ورزشکار اسرائیلی کشته‌شده در قتل‌عام مونیخ که در بازی‌های المپیک تابستانی ۱۹۷۲ اتفاق افتاد، اجرا کرد.[۱۰۵]

## ضبط‌های قابل توجه
در قرن بیستم و بیست و یکم ده‌ها اجرا از «سمفونی شماره ۳» ضبط شد؛ بنابراین تنها چند ضبط شاخص توسط ارکسنرهای معتبر و رهبران سرشناس را می‌توان به‌طور جداگانه ذکر کرد:
- ۱۹۲۲، «ارکستر جدید کوئینز هال»[اظ]/هنری وود.[۱۰۹]
- ۱۹۳۰، ارکستر فیلارمونیک نیویورک/ویلم مینگلبرخ.[۱۱۰]
- ۱۹۳۴، ارکستر فیلارمونیک لندن/سرگئی کوسیویتسکی.[۱۱۱]
- ۱۹۳۶، ارکستر فیلارمونیک وین/فلیکس واینگارتنر.[۱۱۲]
- ۱۹۳۷، ارکستر فیلارمونیک برلین/اویگن یخوم.[۱۱۳]
- ۱۹۴۳، ارکستر فیلارمونیک برلین/هانس کناپرتسبوش.[۱۱۴]
- ۱۹۴۴، ارکستر فیلارمونیک برلین/ویلهلم فورت‌ونگلر.[۱۱۵]
- ۱۹۴۵، ارکستر سمفونیک بوستون/سرگئی کوسیویتسکی.[۱۱۶]
- ۱۹۵۳، ارکستر فیلارمونیک مونیخ/هانس کناپرتسبوش.[۱۱۷]
- ۱۹۵۳، ارکستر فیلارمونیک برلین/هربرت فون کارایان.[۱۱۸]
- ۱۹۶۱، ارکستر فیلارمونیک سن پترزبورگ/یوگنی مراوینسکی.[۱۱۹]
- ۱۹۶۸، ارکستر سمفونیک بی‌بی‌سی/جان باربیرولی.[۱۲۰]
- ۱۹۷۹، ارکستر فیلارمونیک وین/لئونارد برنستاین.[۱۲۱]
- ۱۹۸۹، ارکستر فیلارمونیک نیویورک/زوبین مهتا.[۱۲۲]
- ۱۹۹۳، ارکستر سمفونیک سلطنتی/ولفگانگ زاوالیش.[۱۲۳]
- ۲۰۰۱، ارکستر فیلارمونیک برلین/کلودیو آبادو.[۱۲۴]
- ۲۰۰۵، ارکستر گواندهاوس/ریکاردو شایی.[۱۲۵]
- ۲۰۰۶، ارکستر سمفونیک لندن/برنارد هایتینک.[۱۲۶]

| I   | ۱.       | ۲.       | ۳.       | ۴.       |
| II  | ۱.       | ۲.       | ۳.       | ۴.       |
| III | بشنوید ⓘ | بشنوید ⓘ | بشنوید ⓘ | بشنوید ⓘ |
| IV  | ۱.       | ۲.       | ۳.       | ۳.       |

## سینما
در سال ۲۰۰۳ یک فیلم تلویزیونی با نام «اِروئیکا» به کارگردانی «سیمون کلان جونز» با بازی ایان هارت (در نقش بتهوون) برای بی‌بی‌سی ساخته شد. در این فیلم سِر جان الیوت گاردینر سمفونی شماره ۳ را با «ارکستر انقلابی و رمانتیک» به‌طور کامل رهبری و اجرا کرد. موضوع فیلم در بارهٔ اولین اجرای خصوصی سمفونی (۱۸۰۴) در کاخ «شاهزاده لوبکوویتز» (با بازی جک دونپورت) است. این فیلم بر اساس بخشی از یادآوری‌های فردیناند ریس ساخته شده است.

## پی‌نوشت‌ها

### یادداشت
1. ↑  Heiligenstadt, Vienna
2. ↑  Eroica
3. ↑  بتهوون خودش در سال ۱۸۱۷ در گفتگو با کریستوف کوفنر (Christoph Kuffner) شاعر اتریشی، اروئیکا را مهم‌ترین سمفونی خود نامیده بود.[۵]
4. ↑  12 Contredanses for Orchestra
5. ↑  «لوئیس لاک وود» به اعتبار «ناتان فیشمن»، اولین کسی است که این طرح از موومان را به عنوان سمفونی سوم در نظر گرفته است.[۱۴]
6. ↑  Lewis Lockwood
7. ↑  Bastien und Bastienne
8. ↑  Prince Lobkowitz
9. ↑  Anton Wranitzky
10. ↑  Joseph Würth
11. ↑  Theater an der Wien
12. ↑  (Kreuzer) یک سکه و واحد پول در ایالت‌های جنوبی آلمان قبل از معرفی مارک طلای آلمان در سال ۱۸۷۳ و ۱۸۷۳ بود و پس از سال ۱۷۶۰ از مس ساخته شد.[۲۱]
13. ↑  Gesellschaft der Musikfreunde
14. ↑  Lobkowicz Palace
15. ↑  Jonathan Del Mar
16. ↑  Bärenreiter
17. ↑  Peter Hauschild
18. ↑  Bathia Churgin
19. ↑  PG. Henle Verlag
20. ↑  Prince Joseph Franz Maximilian Lobkowitz
21. ↑  The Musical World
22. ↑  Intitolata Bonaparte
23. ↑  Geschriben auf Bonaparte
24. ↑  Sinfonia Eroica … composta per festeggiare il sovvenire di un grande Uomo
25. ↑  Louis Ferdinand
26. ↑  Czech National Symphony Orchestra
27. ↑  موومان اول با سه بخش: گشایش، گسترش و بازگشایش، از همان فرم‌های سمفونی‌های شماره ۱ و ۲ پیروی می‌کند اما ابعاد بسیار بزرگتری دارد؛ موومان اول سمفونی اول و دوم به ترتیب دارای ۲۹۸ و ۳۶۰ میزان هستند، در صورتی که این موومان دارای ۶۹۱ میزان است.[۳۷]
28. ↑  لئونارد برنستاین سه تمِ انتقالی را شناسایی می‌کند،[۴۱] در حالی که «گرو» دو تم را مشخص می‌کند.[۴۲]
29. ↑  شمارش میزان‌ها در این مقاله به صورت سنتی است که در آن آخرین میزان تکرار (وُلت یک)، شمرده نمی‌شود.
30. ↑   برلیوز کاربرد ماهرانۀ بتهوون از سه هورن با نت‌های بسته را در اینجا «دارای تاثیری عالی و شگرف» می‌داند.[۶۰]
31. ↑  Fabrizio Della Seta
32. ↑  Elaine R. Sisman
33. ↑  Luigi Della Croce
34. ↑  Paolo Troncon
35. ↑  Marco Gozzi
36. ↑  Jordan Randall Smith
37. ↑  اوستیناتو، موتیف یا عبارتی است که به طور مداوم با همان صدای موسیقی، مکرراً در یک زیر و بم تکرار می‌شود.[۶۶]
38. ↑   برلیوز انتخاب ساز ابوا در این قسمت برای بیان شادی از طرف بتهوون را نشان از «تسلط شگفت‌انگیز» وی روی این ساز می‌داند.[۷۳]
39. ↑  Anton Eberl
40. ↑  Allgemeine musikalische Zeitung
41. ↑  Kenneth Woods
42. ↑  John William Navin Sullivan
43. ↑   Metamorphosen, Study for 23 Solo Strings
44. ↑  In Memoriam
45. ↑  The Infinite Variety of Music
46. ↑  Gareth Jenkins
47. ↑  هایدن ۱۰۴ سمفونی و موتسارت ۵۰ سمفونی تصنیف کرده‌اند. در حالی که بتهوون تنها ۹ سمفونی ساخته است، اما در تاریخ موسیقی سمفونی‌های بتهوون را دارای ارزشی بیش از تمام سمفونی‌های هایدن و موتسارت می‌دانند و از بتهوون به‌عنوان «پادشاه سمفونی» و از هایدن به‌عنوان «پدر سمفونی» نام می‌برند.[۹۷]
48. ↑   BBC Music magazine
49. ↑  هفت سمفونی برتر دیگر عبارت بودند از:۴. سمفونی شماره ۹ (مالر) ۵. سمفونی شماره ۲ (مالر) ۶. سمفونی شماره ۴ (برامس) ۷. سمفونی فانتاستیک (برلیوز) ۸. سمفونی شماره ۱ (برامس) ۹. سمفونی شماره ۶ (چایکوفسکی) ۱۰. سمفونی شماره ۳ (مالر)
50. ↑  Oliver Condy
51. ↑  Jonathan Nott
52. ↑  New Queen's Hall Orchestra
53. ↑  Simon Cellan Jones
54. ↑  Orchestre Révolutionnaire et Romantique

#### فارسی
- حسنی، سعدی (۱۳۶۳). تاریخ موسیقی. ج. اول. تهران: صفی‌علیشاه.
- حسنی، سعدی (۱۳۶۳). تفسیر موسیقی. ج. ۱ و ۲. تهران: انتشارات صفی‌علیشاه.
- ل-وینک، ریچارد (۱۳۶۶). چگونه خوب بشنویم. ج. چاپ اول. ترجمهٔ پرویز منصوری. تهران: کتاب زمان.
- برلیوز، هکتور؛ اشتراوس، ریشارد (۱۳۶۹). اصول سازبندی ارکستر. ترجمهٔ پرویز منصوری. تهران: انتشارات فرهنگ و هنر.

#### انگلیسی
- Cooper, Barry (2008). Beethoven. Oxford University Press. ISBN 978-0195313314.
- Della Seta, Fabrizio (2004). Beethoven: Sinfonia Eroica - Una guida. Roma: Aulamagna. ISBN 88-430-3039-6.
- Sipe, Thomas (1998). Beethoven: Eroica Symphony (Cambridge Music Handbooks). Cambridge University. ISBN 978-0521475624.
- Lockwood, Lewis (2015). Beethoven's Symphonies – An Artistic Vision. New York: W. W. Norton & Company. ISBN 978-0393076448.
- Grove, George (1898). Beethoven and his nine symphonies. Novello, Ewer and Co.IMSLP بایگانی‌شده  در ۶ دسامبر ۲۰۱۹ توسط Wayback Machine (visited May 21, 2017)
- Smith, Jordan Randall (2010). Beethoven’s Symphony no. 3 in E-flat Major: Thematic Analysis. Unpublished. Archived from the original on 10 July 2024. Retrieved 10 April 2025.

#### مطالعه بیشتر
- Eiseman, David (1982). "A structural model for the 'Eroica' finale?" College Music Symposium, vol. 22, no. 2, pp. 138–147.
- Downs, Philip G. (October 1970). "Beethoven's 'New Way' and the 'Eroica'." The Musical Quarterly, vol. 56, no. 4, pp. 585–604.
- Wade, Rachel (October–December 1977). "Beethoven's Eroica Sketchbook." Fontes Artis Musicae, vol. 24, no. 4, pp. 254–289.
- Burnham, Scott (1992). "On the Programmatic Reception of Beethoven's Eroica Symphony." Beethoven Forum, vol. 1, no. 1, pp. 1–24.
- Schleuning, Peter (1991). "Das Uraufführungsdatum von Beethovens 'Sinfonia eroica.'" Die Musikforschung, vol. 44, no. 4, pp. 356–359.
- Lockwood, Lewis (October 1981). "Beethoven's Earliest Sketches for the 'Eroica' Symphony." The Musical Quarterly, vol. 67, no. 4, pp. 457–478.
- Schleuning, Peter (1987). "Beethoven in alter Deutung der 'neue Weg' mit der 'Sinfonia eroica.'" Archiv für Musikwissenschaft, vol. 44, no. 3, pp. 165–194.
- Rita Steblin|Steblin, Rita (Spring 2006). "Who Died? The Funeral March in Beethoven's 'Eroica' Symphony." The Musical Quarterly, vol. 89, no. 1, pp. 62–79.
- Sheer, Miriam (Autumn 1992). "Patterns of Dynamic Organization in Beethoven's Eroica Symphony." The Journal of Musicology, vol. 10, no. 4, pp. 483–504.
- Wen, Eric (February 2005). "Beethoven's meditation on death: the funeral march of the 'Eroica' symphony." Dutch Journal of Music Theory, vol. 10, pp. 9–25.
- Earp, Lawrence (1993). "Tovey's 'Cloud' in the First Movement of the Eroica: An Analysis Based on Sketches for the Development and Coda." Beethoven Forum, vol. 2, no. 1, pp. 55–84.